# Igreja do Santo Sepulcro (Rabate)

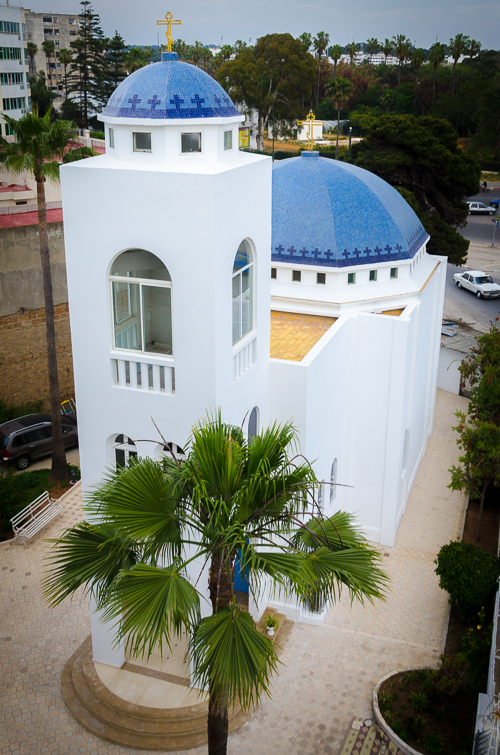
A Igreja Ortodoxa Russa em Rabate

A Igreja da Ressurreição é uma igreja ortodoxa russa localizada na cidade de Rabate e é a mais antiga das três igrejas ortodoxas que operam no Marrocos. A igreja está sob a jurisdição da Igreja Ortodoxa Russa . 

## História
A pedra angular da igreja foi colocada em 6 de julho de 1931. O templo foi batizado em 13 de novembro de 1932 em homenagem à ressurreição de Jesus. As imagens da igreja foram pintados por pintores de Moscou em 2011.  